# Akademiestraße (Salzburg)

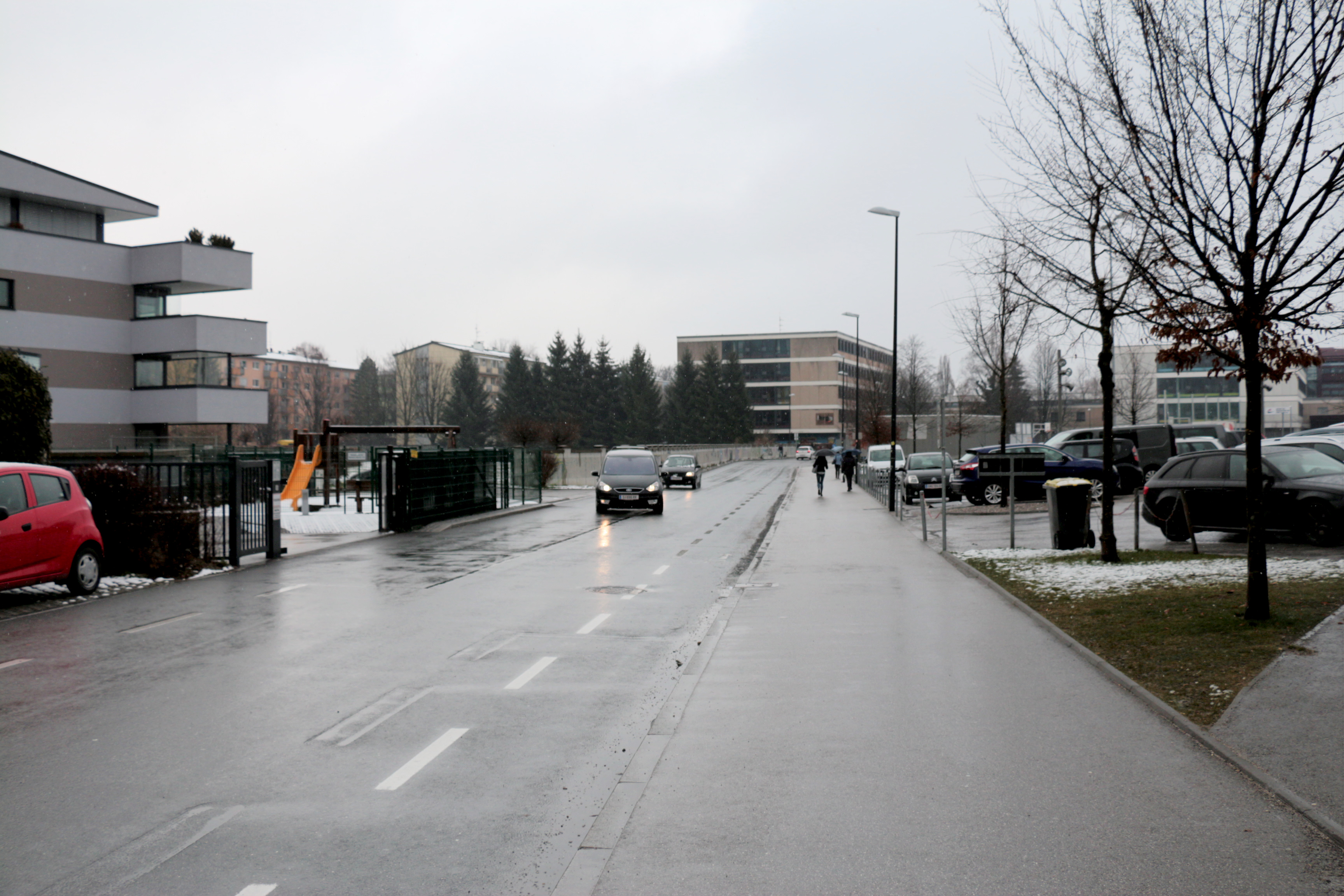
Akademiestraße (2016)

Die Akademiestraße ist eine Straße in der österreichischen Landeshauptstadt Salzburg im Stadtteil Nonntal. Zusammen mit der Ulrike-Gschwandtner-Straße und der Josef-Preis-Allee sowie mit der Erzabt-Klotz-Straße und zwei weiteren kurzen Straßen wird ein Stadtviertel mit etlichen Bildungseinrichtungen erschlossen, das in den beiden ersten Jahrzehnten des 21. Jahrhunderts über weite Teile einem baulichen Wandel unterzogen war.

## Lage, Verlauf und Straßen im angrenzenden Bereich

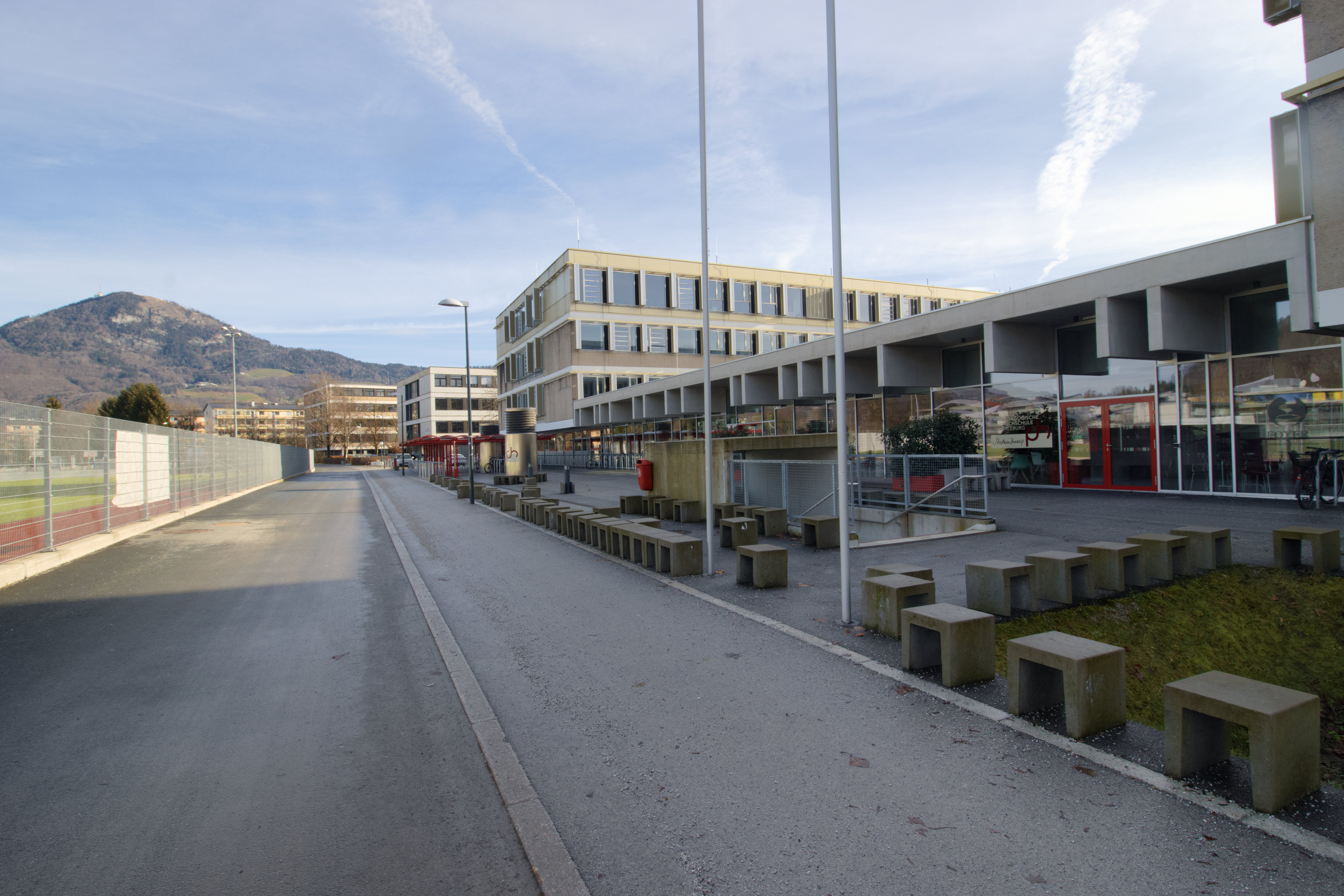
Akademiestraße mit dem Neubau der Pädagogischen Hochschule (2023)

Benannt ist die Akademiestraße seit 1968 nach der etwa in der Mitte des Straßenzugs befindlichen, damals so bezeichneten Pädagogischen Akademie (heute Pädagogische Hochschule Salzburg). Sie liegt rund 500 Meter südlich des Rands der linken Altstadt und beginnt an der Hellbrunnerstraße, wo die Hauptverkehrsstraße in die Alpenstraße übergeht. Sie führt hierauf insgesamt in einem leichten, nach Norden hin geöffnetem Bogen westwärts und mündet nach rund 650 Meter in die Erzabt-Klotz-Straße. Hellbrunnerstraße und Erzabt-Klotz-Straße verlaufen von den Enden der Akademiestraße schräg zueinander nach Norden, werden gegenüber dem Justizgebäude über die Länge etwa eines Häuserblocks mit dem ersten Stück der Nonntaler Hauptstraße miteinander verbunden und bilden so zusammen mit der Akademiestraße im Süden ein etwa dreieckiges Gebiet, in dem Kultur- und vor allem Bildungseinrichtungen dominant vertreten sind. Das umschriebene Gebiet hat eine Fläche von rund 22 Hektar.
Die Akademiestraße endet nach gut 400 Metern als Fahrstraße und geht in einen rund 120 Meter langen Fußweg über, der bei einer Buskehre endet. Von dort ist die Straße wieder für den motorisierten Verkehr zugelassen und bildet bis zur Erzabt-Klotz-Straße die ebenfalls rund 120 Meter lange Zufahrt zu einem größeren gebührenpflichtigen Parkplatz (Parkplatz Akademiestraße). Die Gebäude an der Südseite der Akademiestraße bilden gemeinsam mit dem Parkplatz die nördliche Begrenzung des Nonntaler Freiraums Freisaal.
Seit 2008 mündet etwa in der Mitte des Straßenverlaufs von Norden die Ulrike-Gschwandtner-Straße rechts ein. Die rund 380 Meter lange, nach der Sozialwissenschaftlerin und Alpinistin Ulrike Gschwandtner (1965–2007) benannte Straße wurde im Zuge der Neugestaltung der gesamten Umgebung angelegt. Sie zweigt kurz nach deren Beginn von der Josef-Preis-Allee ab. Diese wiederum ist eine von der Nonntaler Hauptstraße abgehende Stichstraße, die seit 1954 nach dem Salzburger Bürgermeister und Landtagsabgeordneten Josef Preis (1867–1944) benannt ist.
Kurz vor Einmündung der Akademiestraße in die Erzabt-Klotz-Straße zweigt ebenfalls rechter Hand die nur rund 160 Meter lange Viktor-Keldorfer-Straße ab. Sie ist seit 1959 benannt nach dem Chormeister und Komponisten Viktor Keldorfer (1873–1959), führt parallel zur Erzabt-Klotz-Straße und mündet in den etwa gleich langen Mühlbacherhofweg. Dieser ist eine von der Erzabt-Klotz-Straße abgehende kurze Stichstraße und ist seit 1965 benannt nach dem ehemals dort befindlichen Mühlbacherhof, einem zuletzt dem Stift Sankt Peter gehörenden Anwesen. Ein beim Anfang des Mühlbacherhofwegs ebenfalls von der Erzabt-Klotz-Straße abzweigender Fußweg zur Ulrike-Gschwandtner-Straße wird Thomas Bernhard-Promenade genannt, ist amtlich aber, da ohne anliegende Häuser, als Ulrike-Gschwandtner-Straße gelistet.
Die Erzabt-Klotz-Straße zweigt mehr oder weniger gemeinsam mit der Josef-Preis-Allee von der Nonntaler Hauptstraße ab, verläuft in einem Bogen parallal zu dieser und mündet nach rund 630 Meter wieder in sie. Sie ist seit 1958 benannt nach dem ersten Erzabt des Stifts Sankt Peter Petrus Klotz (1878–1967, Abt ab 1922, Erzabt 1927–1931).

## Bauwerke

### Gebäude und Einrichtungen an der Akademiestraße
Im ersten Abschnitt des Straßenzugs begrenzt die Akademiestraße nördlicherseits (rechtsseitig) den Park vom Ausbildungszentrum St. Josef des Vereins der Schwestern vom Guten Hirten für Bildung und Erziehung, einer religiös geführten Fachschule und Höheren Lehranstalt für wirtschaftliche Berufe (Zugang Hellbrunnerstraße); gegenüberliegend an der Südseite befinden sich einige Wohnbauten.

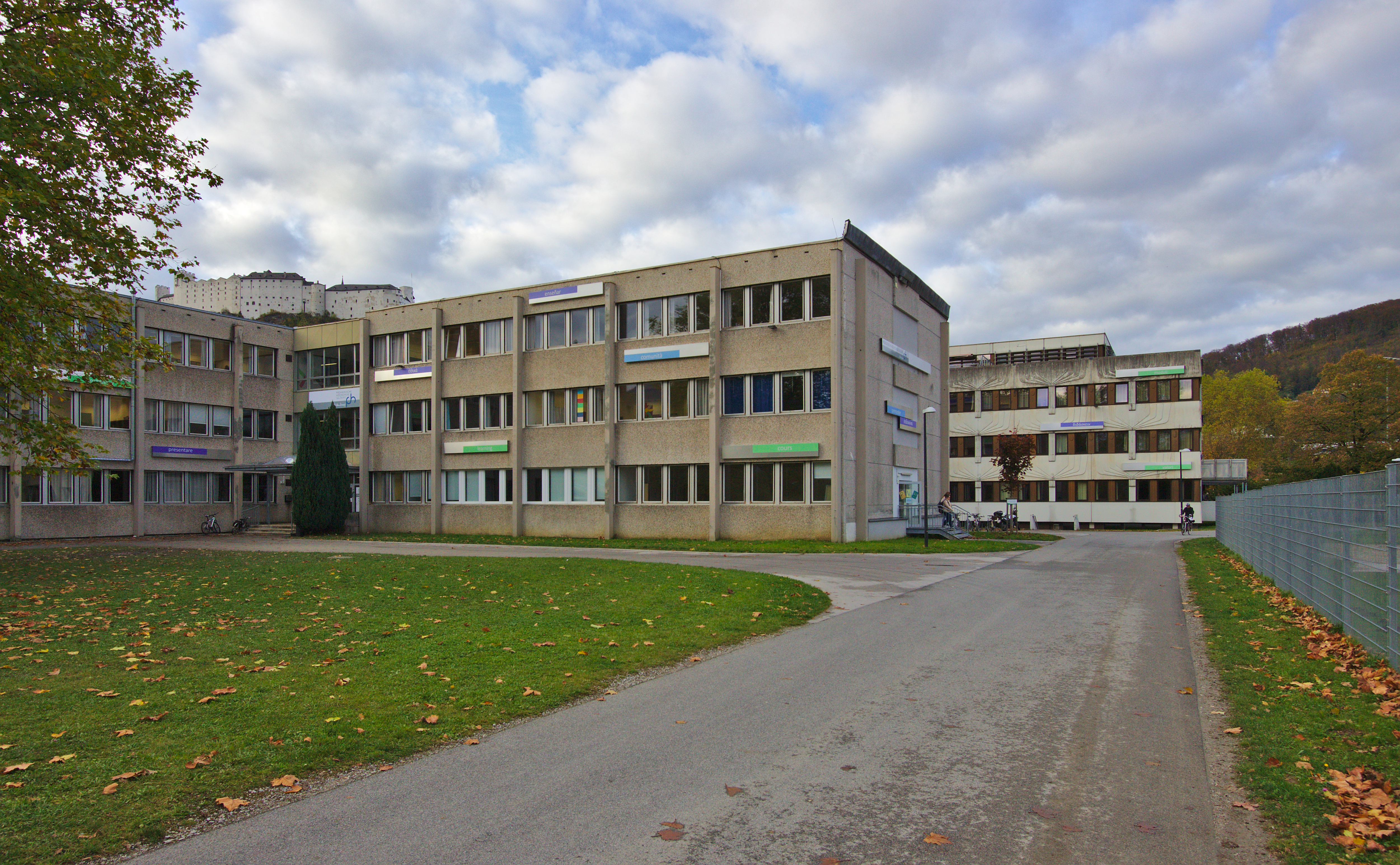
Ehemalige Institutsgebäude Akademiestraße 26 und dahinter Mühlbacherhofweg 6 als Ausweichquartier für die Pädagogische Hochschule (2017)

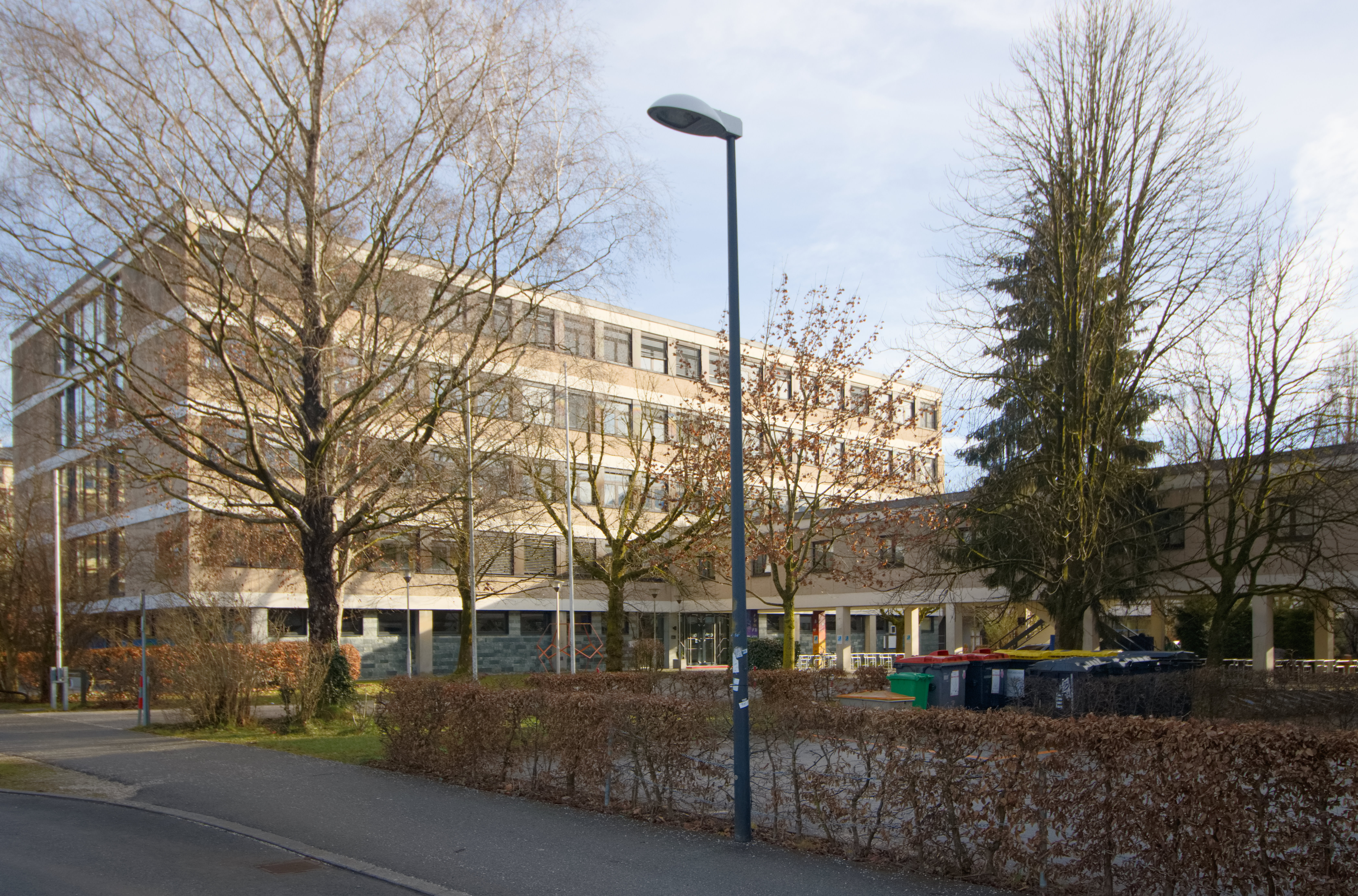
Bundesrealgymnasium

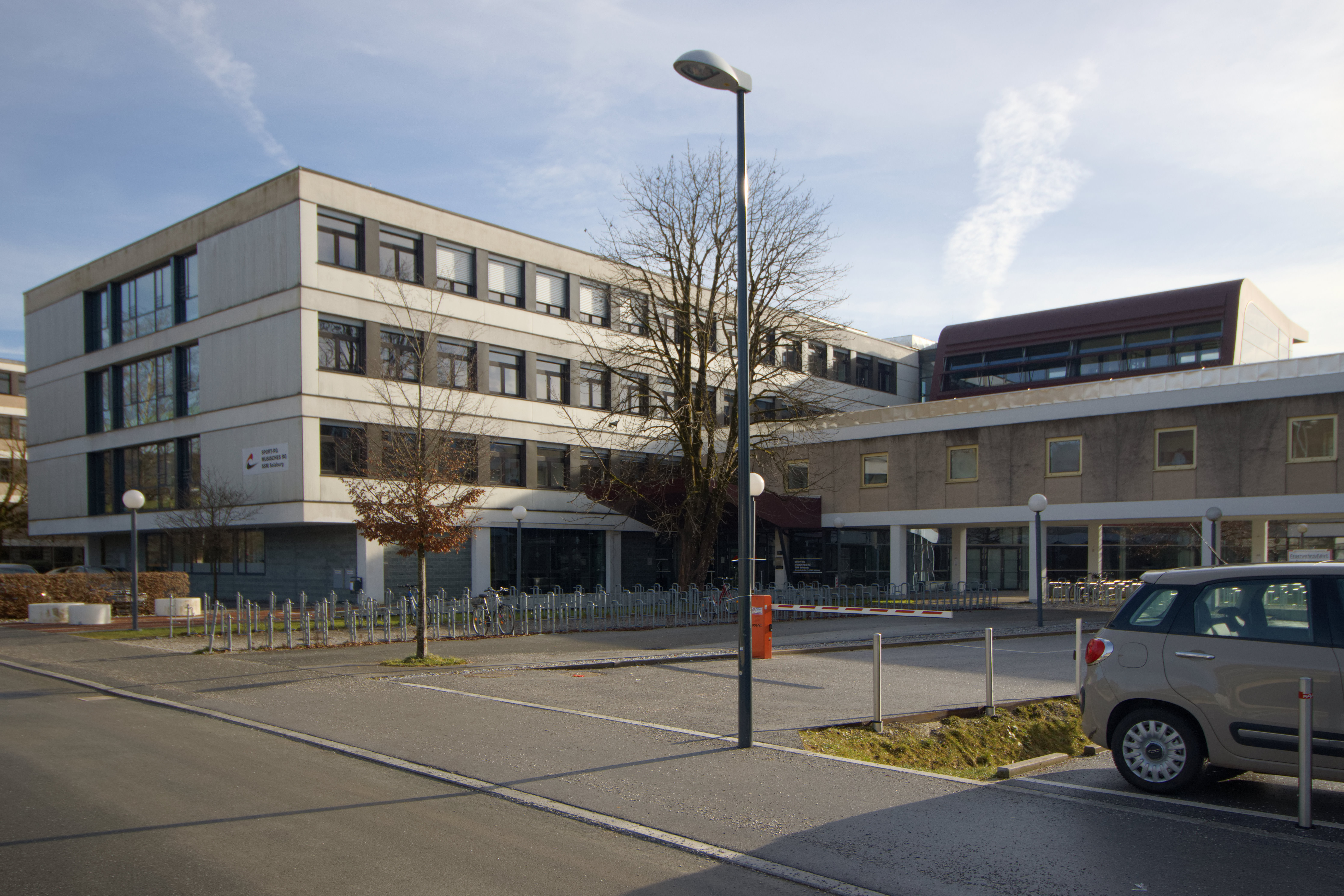
Sport- und Musisches Realgymnasium

Im weiteren Straßenverlauf befanden sich rechter Hand von der ersten Hälfte der 1970er Jahre bis 2011 drei Gebäude der Universität Salzburg, die von Beginn an als Provisorium gedacht waren (Plattenbauten). Angesiedelt waren das Institut für Germanistik (Hausnummer 22), das Institut für Psychologie (Nr. 22A), das Institut für Romanistik (Nr. 24) und das Institut für Anglistik und Amerikanistik (Nr. 26). Hinter letzterem Gebäude war auch von der Akademiestraße das Haus Mühlbacherhofweg 6 zugänglich, in dem das Institut für Sprachwissenschaft sowie das Universitätssportinstitut und das Dekanat der Kultur- und Gesellschaftswissenschaftlichen Fakultät untergebracht waren. Das Institut für Psychologie (heute Fachbereich Psychologie) übersiedelte 1986 in das nahegelegene neue Gebäude der Naturwissenschaftlichen Fakultät in Freisaal, die philologischen Institute bzw. nunmehrigen Fachbereiche sowie die Sprachwissenschaft (heute Fachbereich Linguistik) übersiedelten 2011 in den neuen Unipark Nonntal am Beginn der Erzabt-Klotz-Straße. Die Gebäude mit den Nummern 22 bis 24 wurden im Frühjahr 2012 abgerissen, statt ihrer grenzt nun das Areal des Sportzentrums Mitte ganz an die Akademiestraße. Das Haus Nummer 26 und das Haus am Mühlbacherhofweg blieben vorläufig erhalten und wurden adaptiert. Sie dienten während entsprechender Umbauphasen zuerst als Ausweichquartier für das Akademische Gymnasium am Rainberg und danach für die Pädagogische Hochschule. Hierauf wurden auch diese Gebäude im Sommer 2022 abgerissen und der entstandene Freiraum setzt den Grünbereich von Freisaal ein Stück Richtung Altstadt fort. Ein Fuß- und Radweg stellt nun die Verbindung vom Mühlbacherhof zur Akademiestraße und weiter nach Freisaal her.
In den gegenüberliegenden Gebäuden (Akademiestraße Nr. 19 bis 25) finden sich das Bundesrealgymnasium Salzburg (Nr. 19), das Sport- und Musische Realgymnasium Salzburg (Nr. 21, amtliche Bezeichnung Sportrealgymnasium/Musisches Realgymnasium/Schulsportmodell Salzburg) sowie der Gebäudekomplex der Pädagogischen Hochschule (Nr. 23 u. 25), der 2018 bis 2020 von Grund auf saniert und neu gestaltet wurde.
Leicht abseits der Akademiestraße und nur vom Parkplatz Akademiestraße zugänglich ist zuletzt der Salzburger Standort der Zentralanstalt für Meteorologie und Geodynamik (ZAMG) (Freisaalweg 16). In dieser Villa aus der Gründerzeit befand sich bis 1986 das universitäre Institut für Biologie, das dann gleich wie die Psychologie in das NAWI-Gebäude in Freisaal übersiedelte. Ab dem Parkplatz bis zum Ende der Akademiestraße erstreckt sich linksseitig ein schmaler Grünstreifen (Teil des ehemaligen Parks der Villa), der gegenüber vom Hellbrunnerbach begrenzt wird, rechtsseitig grenzen ausschließlich kleine unbebaute oder Grundstücke mit anderen Adressen an die Akademiestraße.

### Gebäude und Einrichtungen im angrenzenden Raum
Im Norden des umschriebenen Gebiets liegen an der Erzabt-Klotz-Straße der Unipark Nonntal (Nr. 1), das Busterminal Nonntal, eine altstadtnahe Station für Reisebusse, sowie vorwiegend Wohnbauten im Geviert mit Mühlbacherhofweg, Viktor-Keldorfer-Straße und Akademiestraße. Darin im Haus Erzabt-Klotz-Straße 11 war bis zur Übersiedelung in das Gebäude der Naturwissenschaftlichen Fakultät in Freisaal 1986 das universitäre Institut für Mathematik untergebracht. Danach beherbergte das Gebäude unter der internen Bezeichnung Haus D die Abteilung für Fort- und Weiterbildung der Pädagogischen Hochschule. Seit 2022 findet sich darin die Schule für Sozialbetreuungsberufe des Diakoniewerks. Gegenüber der Einmündung der Akademiestraße in die Erzabt-Klotz-Straße befinden sich mit dem alten Petersbrunnhof der Standort des Salzburger Schauspielhauses sowie dahinter mit dem 1991 errichteten Orchesterhaus das Probenhaus des Mozarteumorchesters.

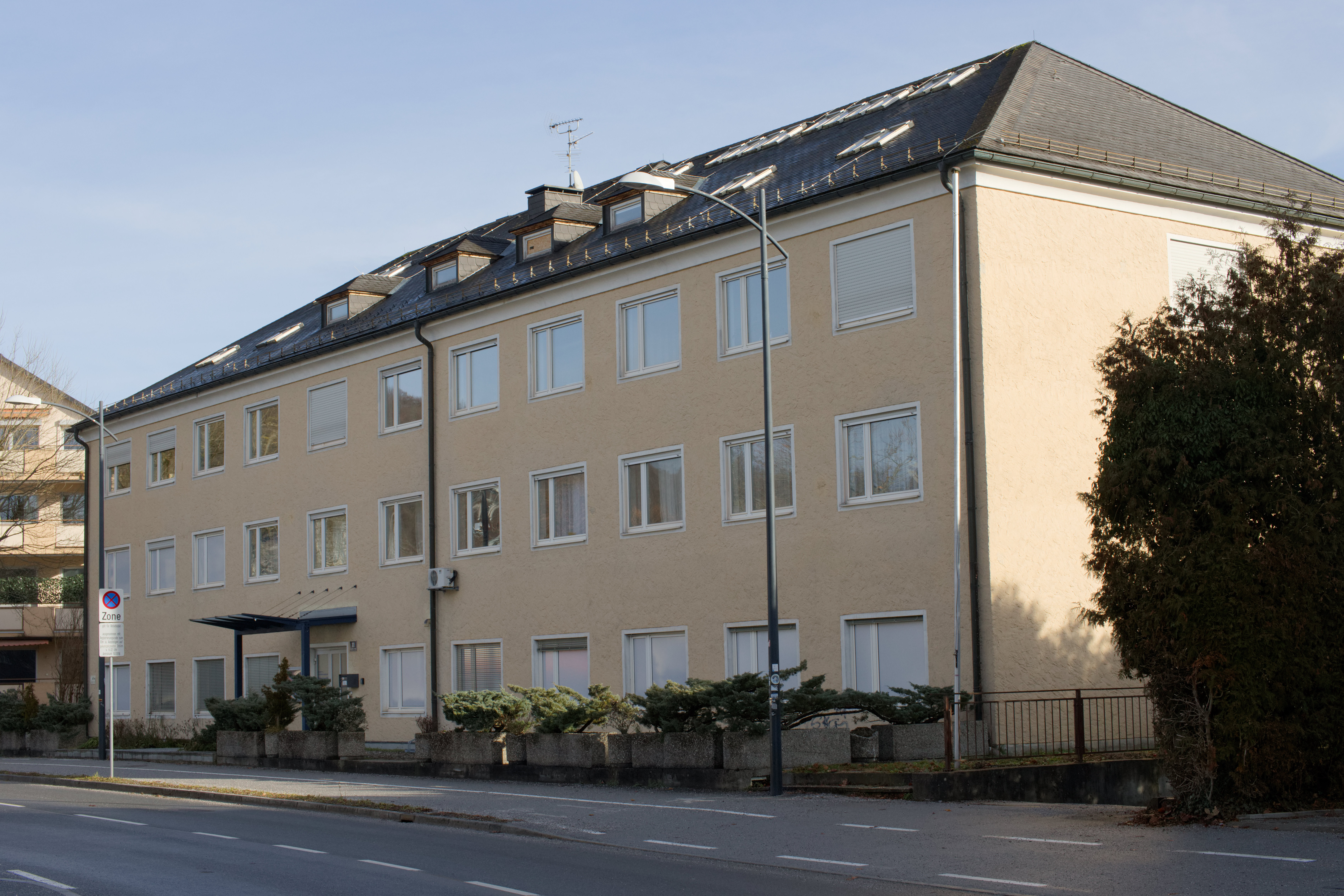
Schule für Sozialbetreuungsberufe, ehem. Haus D der Pädagogischen Hochschule

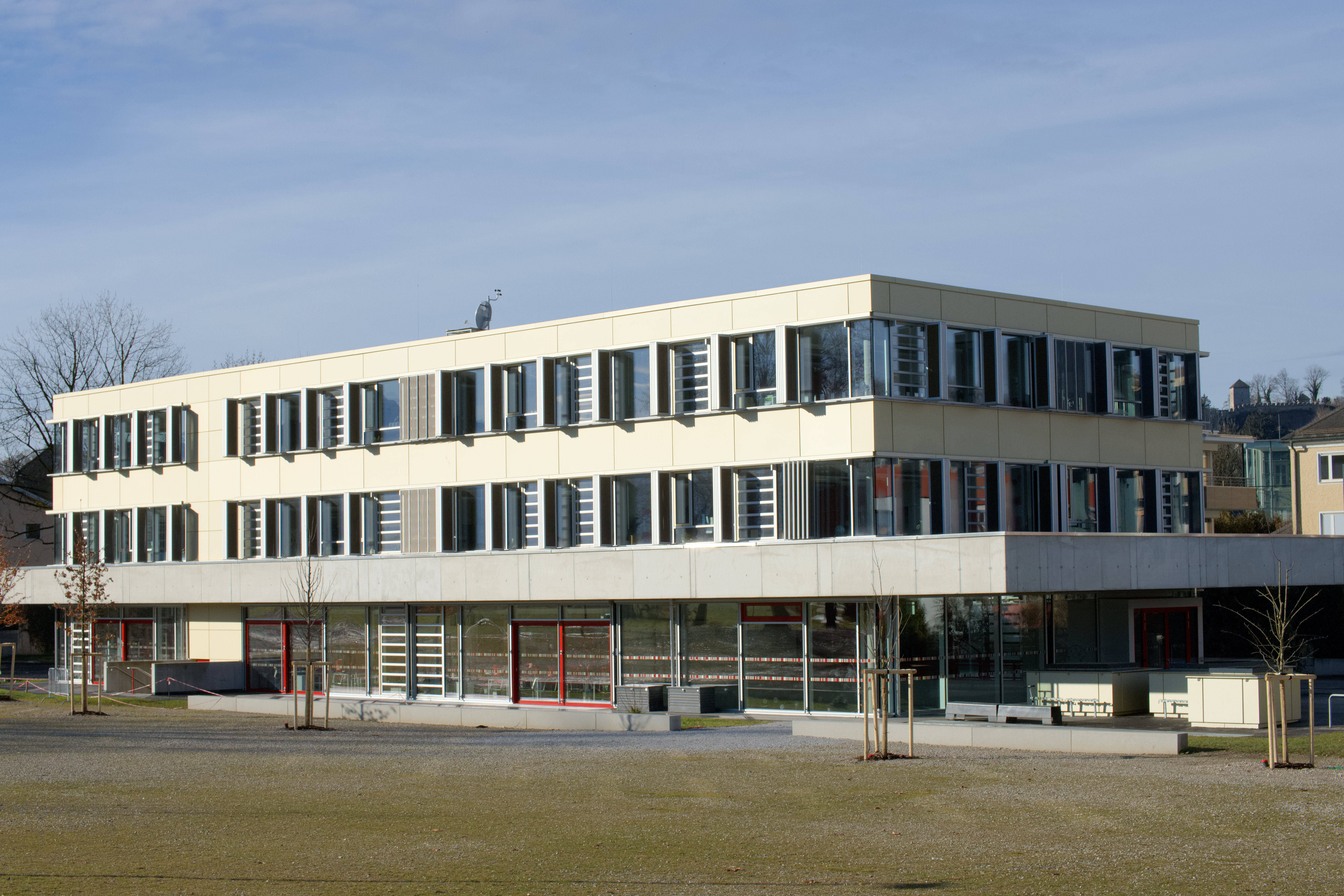
Praxis-Volksschule der Pädagogischen Hochschule

Das Gelände des Uniparks Nonntal wird nördlich begrenzt von der Josef-Preis-Allee. Gegenüber dem Unipark bei der Abzweigung der Preis-Allee von der Nonntaler Hauptstraße steht die Volksschule Nonntal. Angrenzend in der Josef-Preis-Allee befinden sich drei weitere Schulen: das Bundesgymnasium Salzburg-Nonntal (Nr. 3), das Wirtschaftskundliche Bundesrealgymnasium Salzburg (Nr. 5) und das BORG Salzburg-Nonntal (Nr. 7). Das Haus Nummer 11 am Ende der Straße ist ein unter Denkmalschutz stehendes Privathaus. Das gegenüberliegende Gebäude Nr. 12 ist die Berchtoldvilla, der Sitz der Berufsvereinigung Bildender Künstler Sektion Salzburg mit wechselnden Skulpturausstellungen im Freigelände hin zur Ulrike-Gschwandtner-Straße. Hinter der Berchtoldvilla befindet sich noch das Familien- und Jugendgästehaus JUFA Salzburg City (Nr. 18).
Östlich wird das Unipark-Gelände umschlossen von der Ulrike-Gschwandtner-Straße. Linksseitig dieser befinden sich neben dem Skulpturenpark der Berchtoldvilla die ARGEkultur Salzburg (Nr. 5), ein 2005 fertiggestelltes Kultur- und Veranstaltungsgebäude, sowie Wohnhäuser ebenfalls aus den 2000er Jahren. Die gesamte gegenüberliegende Straßenseite nimmt das Sportzentrum Mitte ein, das teils – wie der Unipark – auf dem alten Gelände des SAK-Sportplatzes, teils auf einem Stück des Parkareals des Ausbildungszentrums St. Josef errichtet und 2010 fertiggestellt wurde. Das Sportgelände wird vom SAK, von der Sportunion sowie von den Schulen an der Josef-Preis-Allee genutzt. (Die ebenfalls nahen Schulen an der Akademiestraße haben eigene Sportanlagen.)
An die Pädagogische Hochschule angeschlossen sind zwei Praxisschulen: Die Praxisvolksschule befand sich bis 2017 zusammen mit dem Hauptgebäude der Hochschule in der Akademiestraße und hierauf im Ausweichquartier im Haus Akademiestraße 26. Zwischenzeitlich wurde in der Viktor-Keldorfer-Straße 6–8 ein neuer Bau mit unterirdisch verbundenem Turnsaal errichtet. Das 2020 fertiggestellte Haus nahm mit dem Sommersemester 2022 den Regelbetrieb auf. Die Praxismittelschule befindet sich südlich von Freisaal bereits im Stadtviertel Herrnau (Erentrudisstraße 4) neben der dortigen Volksschule Herrnau.
Die Gebäude Mühlbacherhofweg 1 bis 5 sind Wohnbauten aus den 2000er Jahren, die Häuser Nr. 2 und 4 stammen aus früherer Zeit. Das nicht mehr existierende Haus Nr. 5A war der ehemalige Lehrbauhof der HTL Salzburg und nach einer Adaptierung von 1984 bis 2005 die Heimat des Kulturgeländes Nonntal, der nunmehrigen ARGEkultur Salzburg, die dann den Neubau an der Ulrike-Gschwandtner-Straße bezog. Angeschlossen an den Bau war ein Container, in dem sich die Sendestation der Radiofabrik 107,5, eines Freien Radios, befand. Das Gebäude Mühlbacherhofweg 6 wurde 2022 zusammen mit dem Haus Akademiestraße 26 in der zweiten Jahreshälfte 2022 abgerissen.

## Verkehr
Die Hauptverkehrsstraßen dieses Viertels sind die Hellbrunnerstraße ostseitig und die Nonntaler Hauptstraße übergehend in die Petersbrunnstraße nordwestseitig, der gesamte sonstige Bereich ist verkehrsberuhigt konzipiert. Die Ulrike-Gschwandtner-Straße zwischen Josef-Preis-Allee und Akademiestraße ist zudem mittels eines Schrankens nur für Berechtigte durchfahrbar.

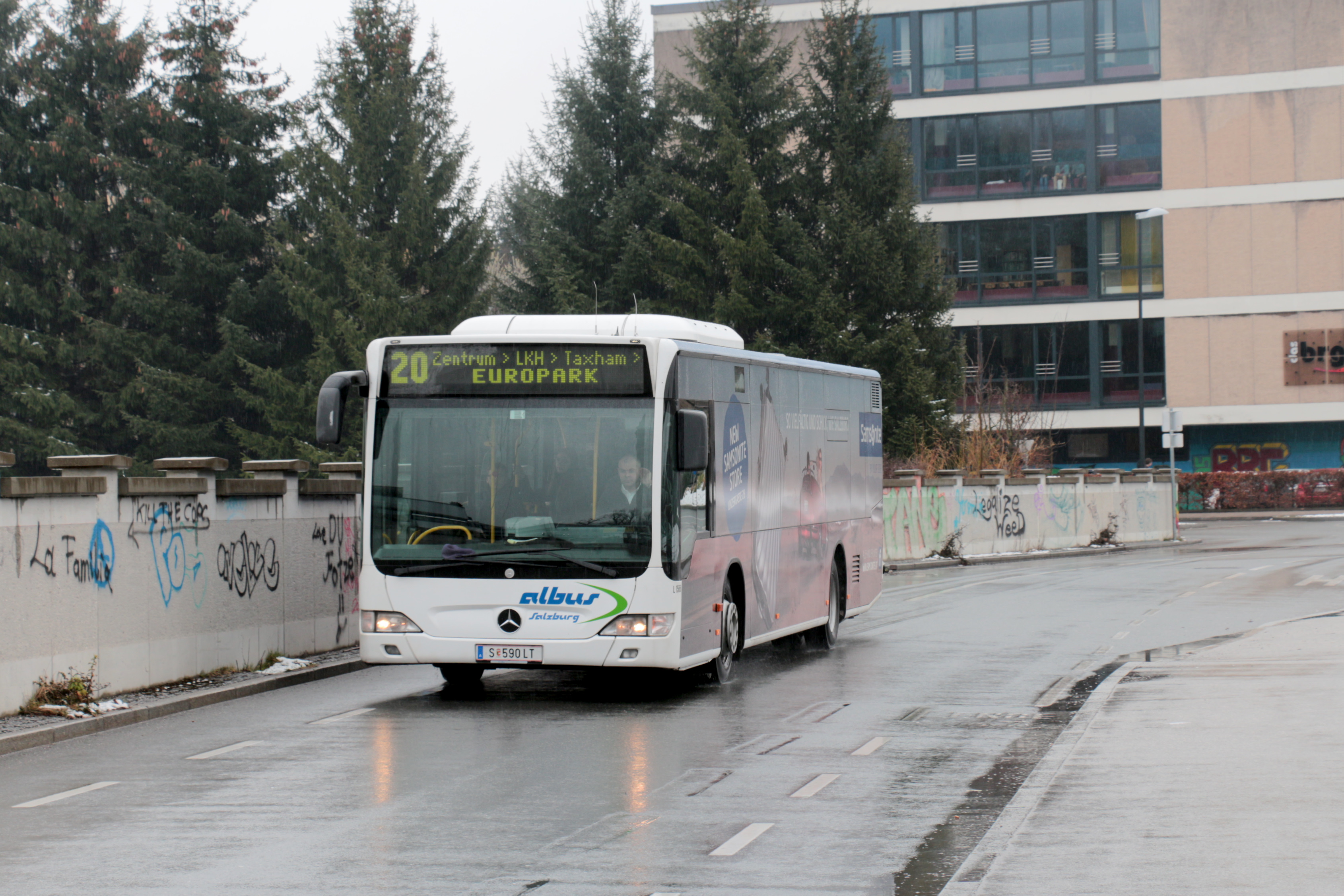
Ein Bus der ehemaligen Linie 20 in der Ulrike-Gschwandtner-Straße von der Akademiestraße kommend

Mit öffentlichen Verkehrsmitteln erreichbar ist die Akademiestraße mittels der Obus-Linien 3 und 8 an der Hellbrunnerstraße (Haltestelle Akademiestraße). Auf Höhe der Einmündung der Ulrike-Gschwandtner-Straße war die Haltestelle Sportzentrum Mitte bis zu ihrer Einstellung gegen Jahresende 2016 die Endhaltestelle der Stadtbuslinie 20. In der Ulrike-Gschwandtner-Straße gibt es zudem eine Haltestelle dieses Namens. Mittlerweile werden die beiden Haltestellen nur zu den für Schüler relevanten Zeiten von einer Regionalbuslinie bedient. Die Buskehre beim Parkplatz Akademiestraße (Haltestelle Parkplatz Nonntal) war bis zu ihrer Einstellung im Jahr 2005 einige Jahre lang die Endhaltestelle einer in die Altstadt führenden Citybus-Linie. Zwei weitere Versuche einer Citybus-Verbindung zur Altstadt mit der Endhaltestelle an der Erzabt-Klotz-Straße (Busterminal Nonntal) wurden in der Folge ebenfalls mangels Rentabilität (zuletzt 2019) wieder aufgegeben.
Die Haltestelle Akademiestraße an der Hellbrunnerstraße bzw. am Beginn der Alpenstraße soll im Zuge der zweiten Ausbauphase der Regionalstadtbahn Salzburg für diese ein Haltepunkt werden.